# Bad (песня)
«Bad» (афр. амер. «Крутой») — песня американского музыканта Майкла Джексона, второй сингл из одноимённого студийного альбома певца. Был выпущен 7 сентября 1987 года на звукозаписывающем лейбле Epic Records. Написана Джексоном и спродюсирована им совместно с Куинси Джонсом. Композиция стала вторым синглом из альбома Bad, достигшим первой строчки американского чарта Billboard Hot 100.
31 августа 1987 года на телеканале CBS состоялась премьера 18-минутного короткометражного фильма «Bad» с Майклом Джексоном в главной роли. Режиссёром видео выступил Мартин Скорсезе, бюджет съёмок составил 2,2 млн долларов, фильм попал в список самых дорогих музыкальных видеоклипов. 4-минутный фрагмент короткометражного фильма, снятый на одной из станций нью-йоркского метро, был включён в ротацию на телевидении.
В 2012 году в список композиций переиздания альбома Bad 25 вошёл ремикс на «Bad», созданный при участии диджея Afrojack и рэпера Pitbull. Композиция была выпущена вторым синглом из переиздания, но не имела большого успеха.

## История создания
В середине 80-х гг. Джексону попалась на глаза статья в газете об убийстве Эдмунда Перри. Подросток-афроамериканец из Гарлема был застрелен полицейским. Убийство вызвало большой общественный резонанс, после того как выяснилось, что Перри был почётным студентом Стэнфордского университета. Именно эта история вдохновила певца на создание новой песни, «Bad» стала одной из девяти композиций, написанных Джексоном для одноимённого альбома.
В интервью Ebony и Jet в 1987 году певец объяснил, в каком значении он употребляет слово «bad» в песне и названии новой пластинки: «Не воспринимайте его слишком серьёзно, я использую это слово, чтобы сказать: „Ты крут, ты силён, всё в порядке“. Я не имею в виду „плохой“ в преступном смысле, хотя, конечно, люди так это и воспримут». Первоначально Джексон хотел записать «Bad» дуэтом с Принсом: в 80-х гг. между музыкантами разыгралось соперничество, и записанная совместно композиция могла стать иллюстрацией к нему. Джексон и Принс должны были обмениваться репликами и выяснить, «Кто круче?» («Who’s bad?»). Однако, рассмотрев предложение, Принс отказался от сотрудничества. Запись песни состоялась в январе 1987 года в студии Westlake Recording Studios в западном Голливуде. Когда «Bad» была практически закончена, Джексону показалось, что чего-то не хватает. По просьбе певца на запись был приглашён джазовый органист Джимми Смит, сыгравший соло на Хаммонд-органе.

## Выпуск сингла и реакция критиков
«Bad» была выпущена вторым синглом из одноимённого альбома Джексона 7 сентября 1987 года. В продажу поступили 7-ми- и 12-дюймовые виниловые пластинки. Вслед за «I Just Can't Stop Loving You» композиция стала вторым синглом из альбома Bad, достигшим первой позиции в американском чарте Billboard Hot 100. В том же году было продолжено сотрудничество Джексона с компанией Pepsi: певец перезаписал «Bad» с изменённым текстом для новой промоакции. Композиция сопровождала телевизионные рекламные ролики с Джексоном в главной роли. В период с 1989 по 1990 год была выпущена видеоигра Michael Jackson’s Moonwalker, созданная по мотивам одноимённого фильма. «Bad» и другие известные песни Джексона сопровождали игровые уровни.
В Rolling Stone композицию песни сравнили с построением известной в исполнении Рэя Чарльза «Hit the Road Jack», а вопрос, заданный Джексоном в финале («Who’s bad?»), посчитали наиболее «риторическим фанковым вопросом» со времён «Ain’t it good to ya?» (с англ. — «Разве это не хорошо для тебя?») Джеймса Брауна. Журналистам PopMatters показалось, что «Bad» построена на контрасте: слова песни — жёсткие, а музыка — значительно мягче. Композиция в целом, по их мнению, представляет собой канонический образец музыкального стиля Джексона. Обозреватели портала Allmusic положительно оценили песню и отметили, что трек показывает слушателю нового Майкла Джексона: «Певец демонстрирует новую эмоциональную, экспрессивную манеру исполнения». Кроме того, как и журналисты Rolling Stone, рецензенты Allmusic заметили в композиции Джексона влияние Джеймса Брауна. Обозреватели веб-сайта Idolator высказали мнение, что «Bad» «набрала очки там, где „Thriller“ их не получила».

## Музыкальное видео

Кадр из видеоклипа Майкла Джексона «Bad»

18-минутный короткометражный фильм «Bad» был снят Мартином Скорсезе, сценарий был написан Ричардом Прайсом. Тогда ещё только начинавший актёрскую карьеру Уэсли Снайпс получил одну из главных ролей в фильме: он сыграл главу банды, Мини Макса.
Первая часть фильма — чёрно-белая. Сюжет частично перекликается с историей Эдмунда Перри и заключается в следующем: после учёбы в элитной частной школе молодой человек по имени Дэрилл (Джексон) возвращается домой в гетто. Его старые друзья во главе с Мини Максом (Снайпс) подтрунивают над ним, говоря, что в школе он стал другим и больше не так «крут», как раньше, и Дэрилл решает доказать им обратное. Они спускаются в метро, где решают обокрасть прохожего, однако в последний момент герой передумывает и не даёт своим напарникам довести план до конца. Прохожий убегает, а Мини Макс обвиняет Дэрилла в том, что тот больше не опасен и не «крут». Далее начинается цветная часть фильма, именно она попала в ротацию на телевидении: Джексон неожиданно оказывается в чёрном костюме, обшитом множеством кожаных ремней с пряжками, вокруг певца внезапно появляются его соратники. После исполнения композиции «Bad» следует вокальная импровизация а капелла, поражённый Мини Макс отступает.
«В народной памяти запечатлелись образы Джексона и его уличных танцоров в музыкальной части ролика, в то время как полная версия фильма гораздо менее известна», — пишет журналистка Slate. К концу 80-х гг. Джексон из любимца критиков превратился в мишень для прессы. Когда Мини Макс задаёт Дэриллу вопрос «Ты крут или как?», на самом деле он пытается выяснить, остался ли герой по своей сути чернокожим после длительного пребывания в элитной школе с преимущественно белыми одноклассниками. «Поразительно, но даже спустя 25 лет после выпуска видеоклипа в среде афроамериканцев актуальны такие обвинения друг друга в „белом поведении“, — отмечает журналистка Slate. — В «Bad» Джексон непосредственно обращается к чернокожим, показывая, что идентификация себя как афроамериканца не имеет границ».
Съёмки нецветной части фильма прошли на улицах Гарлема, цветной фрагмент был снят на станции метро Хойт-стрит — Скермерхорн-стрит в Нью-Йорке. Бюджет составил 2,2 млн долларов — фильм попал в список самых дорогих музыкальных видеоклипов. Танцевальная постановка для видеоклипа была создана Греггом Бёрджем, Джеффри Дэниэлсом и самим Джексоном. Дэниэлс вспоминал, что хореография во многом была вдохновлена эпизодом мюзикла Вестсайдская история под названием «Cool». Танец создавался в процессе своеобразного соревнования: Джексон, Дэниэлс и Бёрдж собирались вместе, показывали друг другу движения и решали, какие элементы стоит включить в постановку. По словам Дэниэлса, Джексон настолько отточил запланированную хореографию, что, в результате, прямо по ходу съёмок импровизировал и включал в неё новые элементы, не выбиваясь из общего ритма.
Однажды, гуляя по бульвару Мелроуз в Голливуде, Джексон приобрёл в одном из магазинов одежды понравившиеся ему хлопчатобумажные куртку и брюки. Певец отвёз предметы гардероба в ателье, где попросил нашить на них как можно больше ремней и пряжек, так был создан костюм для видеоклипа.
Премьера короткометражного фильма состоялась 31 августа 1987 года на телеканале CBS в документальном фильме «Michael Jackson — Magic Begins» (с англ. — «Майкл Джексон — Волшебство начинается»).
Видеоклип дважды становился предметом пародии. Первая из них стала частью фильма «Лунная походка» и получила название «Badder», в ней все роли оригинального видеоклипа сыграли дети. Для своей пародии «Странный Эл» Янкович переписал слова композиции, его версия называлась «Fat» (с англ. — «Жирный»). Песня вошла в альбом Янковича Even Worse (с англ. — «Даже Хуже»), обложка которого также являлась пародией на обложку альбома Джексона Bad. Получив от певца разрешение, пародист снял на «Fat» видеоклип.

## Концертные выступления
Джексон исполнял «Bad» на каждом концерте своего первого сольного тура Bad World Tour, композиция закрывала все шоу первой части турне (1987). На церемонии вручения наград MTV Video Music Awards 1988 года было показано концертное выступление с «Bad» на одном из шоу одноимённого тура. Песня несколько раз прозвучала на концертах первой части Dangerous World Tour (1992).
Концертное выступление с «Bad» на одноимённом турне Джексона было выпущено на DVD Live at Wembley July 16, 1988.

## Список композиций
- 7" (номер в каталоге Epic Records — 34-07418)[37]

| №  | Название | Длительность |
| -- | -------- | ------------ |
| 1. | «Bad»    | 4:05         |

| №  | Название          | Длительность |
| -- | ----------------- | ------------ |
| 2. | «I Can't Help It» | 4:28         |

- 7" (номер в каталоге Epic Records — 651155 7)[38]

| №  | Название | Длительность |
| -- | -------- | ------------ |
| 1. | «Bad»    | 4:05         |

| №  | Название                       | Длительность |
| -- | ------------------------------ | ------------ |
| 2. | «Bad» (Dance Remix Radio Edit) | 4:50         |

## Участники записи
| - Майкл Джексон — текст, музыка, вокал, бэк-вокал, аранжировка ритма и вокала - Джимми Смит — Хаммонд-орган - Грег Филингейнс — синтезаторы - Джон Робинсон — ударные - Дуглас Гетчел — программирование ударных - Дэвид Уильямс — гитары - Ким Хатчкрофт — саксофон - Ларри Уильямс — саксофон | - Гэри Грант — труба - Джерри Хей — труба - Паулино да Коста — перкуссия - Кристофер Карелл — синклавир, электронная гитара, аранжировка ритма - Майкл Боддикер — синтезатор - Джон Барнс — синтезатор - Куинси Джонс — аранжировка ритма - Джерри Хэй — аранжировка духовых |

## Награды и номинации
| Год  | Награда                 | Номинированная работа | Категория                     | Результат | Источник |
| ---- | ----------------------- | --------------------- | ----------------------------- | --------- | -------- |
| 1988 | Soul Train Music Awards | Сингл                 | Лучший сингл в жанре соул     | Победа    | [ 39 ]   |
| 1988 | American Music Awards   | Сингл                 | Лучший соул/ритм-н-блюз сингл | Победа    | [ 40 ]   |
| 1988 | Grammy Awards           | Сингл                 | Лучший поп-вокал              | Номинация | [ 41 ]   |
| 1988 | Grammy Awards           | Сингл                 | Лучший ритм-н-блюз-вокал      | Номинация | [ 41 ]   |
| 1988 | MTV Video Music Awards  | Видеоклип             | Лучшая хореография            | Номинация | [ 42 ]   |

## Позиции в чартах и сертификации
| Чарт (1987)             | Высшая позиция |
| ----------------------- | -------------- |
| Австралия               | 4              |
| Австрия                 | 9              |
| Бельгия (Фландрия)      | 1              |
| Великобритания          | 3              |
| ФРГ                     | 4              |
| Европа                  | 1              |
| Ирландия                | 1              |
| Канада                  | 5              |
| Нидерланды              | 1              |
| Новая Зеландия          | 2              |
| Норвегия                | 2              |
| США (Hot 100)           | 1              |
| США (R&B/Hip-Hop Songs) | 1              |
| Франция                 | 4              |
| Швейцария               | 3              |
| Швеция                  | 4              |
| ЮАР                     | 4              |
| Чарт (2006)             | Высшая позиция |
| Великобритания          | 16             |
| Испания                 | 1              |
| Италия                  | 1              |
| Чарт (2009)             | Высшая позиция |
| Австралия               | 27             |
| Австрия                 | 38             |
| Великобритания          | 16             |
| Дания                   | 37             |
| Швейцария               | 15             |
| Швеция                  | 25             |

| Страна               | Сертификат |
| -------------------- | ---------- |
| Франция (SNEP)       | Серебряный |
| Великобритания (BPI) | Золотой    |
| Австралия (ARIA)     | Платиновый |
| США (RIAA)           | Платиновый |

## Ремикс для переизданияBad 25
В сентябре 2012 года, спустя три года после смерти Джексона, было выпущено переиздание альбома Bad 25, приуроченное к 25-летию пластинки Bad. Одним из бонусных треков на втором компакт-диске издания стал ремикс на композицию «Bad», созданный при участии диджея Afrojack и рэпера Pitbull.
Ремикс стал вторым синглом из переиздания альбома Джексона, был выпущен на лейблах Epic Records и Legacy Recordings. Композиция не имела большого успеха в чартах и получила отрицательные отзывы критиков. По мнению рецензентов PopMatters, Afrojack пытался приспособить звучание трека для современных радиостанций, а участие Pitbull они описали как «откровенную халтуру». Журналисты The Guardian также остались недовольны тем, что, «возможно, худший рэпер в мире» был приглашён на запись новой версии. Музыкальный критик Los Angeles Times Рэндалл Робертс посчитал этот «неуклюжий» ремикс «оскорблением памяти Майкла Джексона».

### Участники записи ремикса
- Майкл Джексон — музыка, текст, вокал, бэк-вокал
- Afrojack — создание ремикса
- Pitbull — вокал

### Позиции в чартах
| Чарт (2012) | Высшая позиция |
| ----------- | -------------- |
| США         | 1              |
| Япония      | 1              |